# Баженов, Георгий Викторович
Гео́ргий Ви́кторович Баже́нов (род. 9 июля 1946, Свердловск) — русский советский писатель, переводчик, журналист, педагог.

## Биография
Родился на Урале. Отец — учитель, мать — химик-лаборант.
С 1957 по 1963 годы обучался в Свердловском Суворовском военном училище. В 1971 году окончил Московский государственный педагогический институт иностранных языков им. Тореза (заочно). В 1973 окончил Литературный институт им. А. М. Горького (семинар прозы Сергея Залыгина).
В разные годы Георгий Баженов работал сторожем, дворником, инкассатором, сплавщиком леса, шофёром, журналистом, учителем. Несколько лет работал переводчиком английского языка в Индии и в Египте. Пройдя большую школу жизни, писатель многое из пережитого вложил в свои книги. Именно Россия, её народ — главные герои произведений Георгия Баженова.
В большой литературе писатель дебютировал в 1973 году в журнале «Наш современник» (повесть «Братья»). С 1976 года — член Союза писателей СССР (ныне — Союз писателей России). На сегодняшний день Баженов является автором более 30 книг рассказов, повестей и романов. Некоторые произведения писателя переводились на иностранные языки.
В настоящее время Георгий Баженов проживает в Москве, продолжает творческую деятельность.
Дети: дочь Майя (1966), сыновья Валентин (1976), Иван (1977) и Бажен (1986).

## Книги
- «Время твоей жизни» (Новосибирск, Западно-Сибирское кн. изд-во, 1975)
- «Пойми меня» (М.: Советский писатель, 1977)
- «Хранители очага» (М.: Современник, 1981)
- «Возвращение любви» (М.: Советский писатель, 1982)
- «Ищу друга» (М.: Молодая гвардия, 1982)
- «Пространство и время» (М.: Молодая гвардия, 1983)
- «Осенью в школу» (М.: Современник, 1986)
- Страницы жизни директора детдома / Георгий Баженов // Большой педсовет: сборник.- М.: Молодая гвардия, 1986.- С. 159 - 171
- «Ярославские страдания» (М.: Советский писатель, 1986)
- «Люблю и ненавижу» (М.: Советский писатель, 1989)
- «Однажды и навсегда»(М.: Советская Россия, 1989)
- «Любил. Люблю. Буду любить» (М.: Молодая гвардия, 1989)
- «Метаморфозы» (М.: Современник, 1990)
- «Вариации на тему любви» (М.: Московский рабочий, 1990)
- «Мама» (М.: Талицы, 1992)
- «Ловушка для Адама и Евы» (М.: Вече, 1997)
- «Иду на смерть» (М.: Вече, 1997)
- «Похищение любви» (М.: Вече, 1997)
- «Яблоко раздора» (М.: Вече, 1997)
- «Бинго» (М.: Голос-Пресс, 2006)
- «Любина роща» (М.: Голос-Пресс, 2006)
- «Бумеранг» (М.: Голос-Пресс, 2006)
- «Похищение любви» (М.: Голос-Пресс, 2006)
- «Бедолага» (М.: Голос-Пресс, 2006)
- «Свадьба» (М: Голос-Пресс, 2006)
- «Музы сокровенного художника» (М. Голос-Пресс, 2006)
- «Другу смотри в глаза» (М.: Голос-Пресс, 2006)
- «Меч между мной и тобой» (М.: Голос-Пресс, 2006)
- «Слово о неутешных жёнах» (М.: Голос-Пресс, 2006)
- «Смертельный любовный треугольник» (М.: Голос-Пресс, 2006)
- «Встречи-расставания» (М.: Голос-Пресс, 2007)
- «Бабушка и внучка» (М.: Голос-Пресс, 2008)
- «Нет жизни друг без друга» (М.: Голос-Пресс, 2008)
- «Огонь небесный» (М.: Голос-Пресс, 2008)
- «Бинго, или Чему быть — того не миновать» (М.: Голос-Пресс, 2008)
- «Жизнь — не рай. Жизнь лучше рая» (М.: Голос-Пресс, 2008)
- «Инфант против скупца» (М.: Голос-Пресс, 2009)
- «Ты и я. Кольца любви» (М.: Голос-Пресс, 2010)
- «Земное и вечное» (М.: Голос-Пресс, 2010)

## О творчестве Баженова
- Сергей Залыгин. Предисловие к первой книге Г. Баженова «Время твоей жизни» (Новосибирск, 1975)
- Михаил Алексеев. Статья «Поиск самобытный и счастливый» («Литературная газета» № 18 от 30 апреля 1975 года)
- Сергей Чупринин. Рецензия на книгу «Пойми меня» (Журнал «Литературное обозрение» № 1 1979)
- Юрий Дюжев. Статья «Высшее образование души» о повести Г. Баженова «Свадьба» («Литературная Россия» от 12 марта 1982)
- Олег Михайлов. Послесловие к книге Г. Баженова «Пространство и время» (Москва, изд-во «Молодая гвардия», 1983)
- Владимир Бондаренко. Статья «Автопортрет поколения» (Журнал «Вопросы литературы» № 11 1985)
- Валентин Семёнов. Статья о творчестве Г. Баженова «Любовь как истина» в авторской книге «Линия жизни» (Воронеж, 1990)
- Руслан Киреев. Послесловие к книге Г. Баженова «Вариации на тему любви» (Москва, изд-во «Московский рабочий», 1990)
- Лев Аннинский. Статья «Чаемая печаль». О романе Г. Баженова «Любина роща» (журнал «Дружба народов» № 6 1991)
- Пётр Алёшкин. Статья «Добрая душа». Предисловие к книге Г. Баженова «Встречи-расставания» (Москва, изд-во «Голос-Пресс», 2007)
- Валентин Карга. Статья «Где-то там, у реки Чусовой». Послесловие к книге Г. Баженова «Бинго, или Чему быть — того не миновать» (Москва, изд-во «Голос-Пресс», 2008)
- Надежда Данилова. Статья «Здравствуй и прощай» в книге Г. Баженова «Бинго, или Чему быть — того не миновать» об одноимённом романе автора (Москва, изд-во «Голос-Пресс», 2008)
- Екатерина Ларина. Статья «О романах Георгия Баженова» в книге «Жизнь — не рай. Жизнь лучше рая» (Москва, изд-во «Голос-Пресс», 2008)
- Руслан Киреев. Книга «50 лет в раю. Роман без масок». О Георгии Баженове — стр. 507—512 (Москва, изд-во «Время», 2008)
- Валентин Карга. «Полёты во сне и наяву (Я не умру. Я улечу…)». Книга о писателе Георгии Баженове (Москва, изд-во «Голос-Пресс», 2010)